# Fujikawa Yū

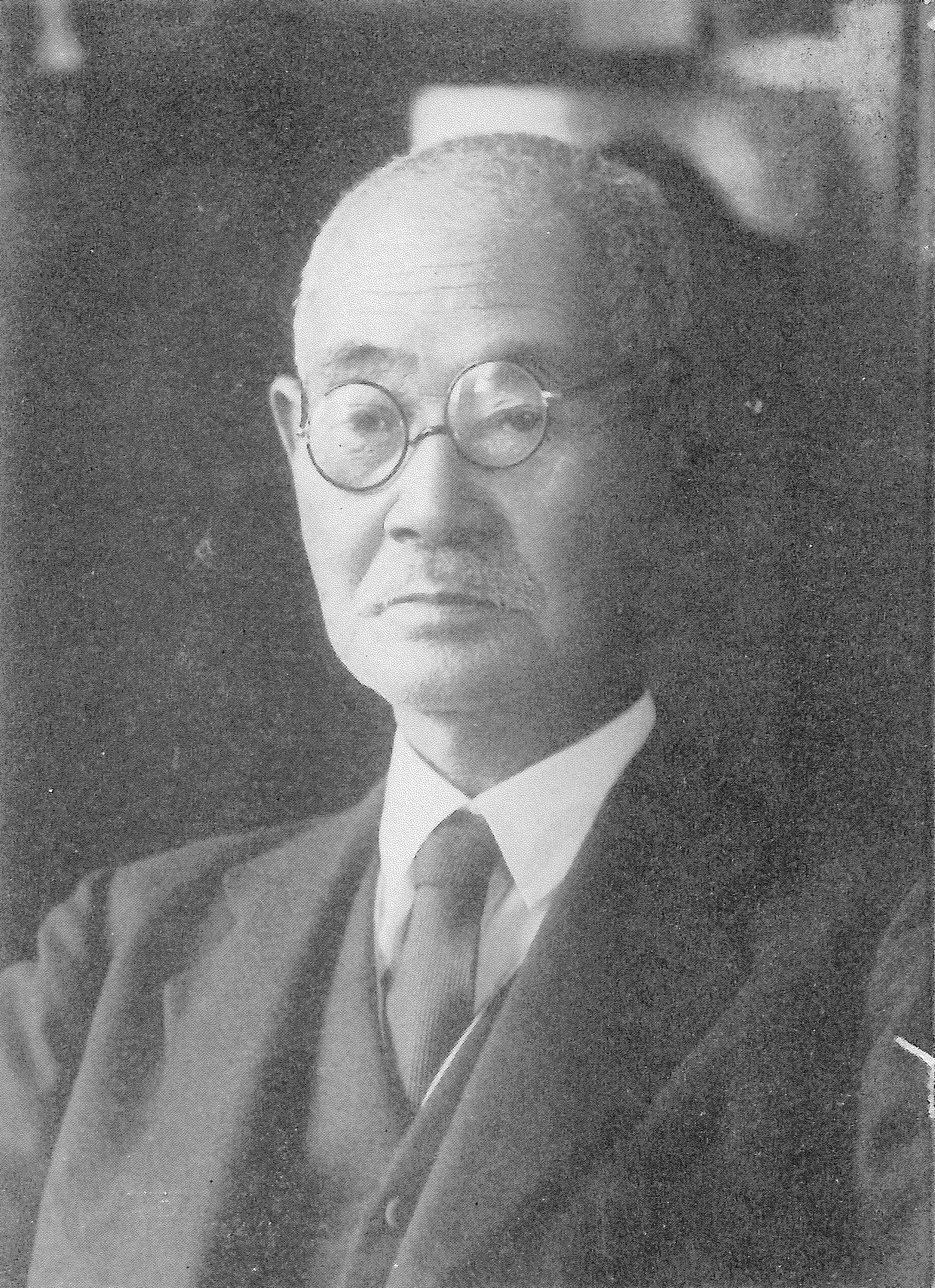
Porträt von Fujikawa Yū (aus: Fujikawa Yū sensei)

Fujikawa Yū (jap. 富士川 游, * 4. Juni 1865 in Yasumura, Distrikt Nuta, Provinz Aki (heute: Asaminami-ku, Hiroshima), Japan; † 6. November 1940 in Tokyo) war ein Arzt und Pionier der japanischen Medizingeschichte.

## Leben
Fujikawa Yu wurde als Sohn des Arztes Fujikawa Yuki (藤川 雪) geboren. Er besuchte von 1879 an die ehedem vom lokalen Lehnsherren begründete Asano-Schule, wechselte dann zu der von der Präfektur Hiroshima neu eingerichteten Mittelschule, um anschließend eine Ausbildung an der Medizinschule Hiroshima (Hiroshima Igakkō) zu absolvieren. Nach dem Studienabschluss im Jahre 1887 arbeitete er zunächst in Tokio für die „Meiji Lebensversicherung“ (明治生命保険, Meiji seimei hoken). Zugleich arbeitete er für die seit 1880 erscheinenden „Nachrichten zur Medizin im In- und Ausland“ (中外医事新報, Chūgai Iji Shinpō). Hierdurch hatte er die Gelegenheit zu zahlreichen Reisen in die Regionen des Landes. Da im Zuge der radikalen Einführung der westlichen Medizin das Wissen um die Geschichte und Erfolge der einheimischen Heilkunde zu verschwinden drohte, begann er, alte medizinische Schriften und andere Materialien zu sammeln und zusammen mit ähnlich denkenden Gefährten wie dem Medizinprofessor Kure Shūzō (1865–1932) und anderen die Grundlagen einer Geschichte der japanischen Medizin zu erarbeiten.
Obwohl er an einer Tuberkulose litt, reiste Fujikawa im April 1889 nach Deutschland, um in Jena Neurologie und Physiotherapie zu studieren. Während seines Aufenthaltes lebte er bei einer Frau Elisabeth Burkhardt im Ziegelmühlenweg 11. Seinem Reisetagebuch zufolge hörte er Vorlesungen zur Medizin von Georg Hieronymus Roderich Stintzing, Max Matthes, Max Fürbringer, Otto Binswanger, August Gärtner, Wilhelm Müller, August Wagenmann, Max Verworn, dazu kamen renommierte Professoren anderer Fakultäten wie Ernst Haeckel, Rudolf Christoph Eucken und Otto Liebmann. Im Sommer 1890 promovierte er bei Stintzing mit einer Arbeit „Über die Coincidenz von Tabes und Herzklappenfehlern“. Nach der Rückkehr im September jenes Jahres übernahm er die Leitung der Internie im „Krankenhaus Nakasu“ (中洲養生院, Nakasu-yōjōin) in Tokio. 1897 gründete er mit Kure Shūzō eine regionale Gesellschaft zur Förderung des Gesundheitswesen in seiner Heimat (芸備医学会, Geibi igakkai). Das Studium in Deutschland hatte Fujikawas Interesse an den pädagogischen und philosophischen Aspekten der Medizin erheblich verstärkt. Eine von ihm 1902 ins Leben gerufene Forschungsgemeinschaft entwickelte sich zur „Japanischen Gesellschaft für Kindheitsforschung“ (日本児童学会, Nihon jidō gakkai), die Psychologen, Mediziner und Pädagogen eine gemeinsame Plattform zur Forschung und Kommunikation bot. 1905 erschien die erste Nummer der von ihm begründeten Zeitschrift Jinsei (人性) mit dem deutschen Untertitel „Der Mensch“, die sich unter der Kooperation von Autoren aus Ost und West den sozialen und psychologischen Aspekten des Menschen widmen sollte. Diese Schrift erschien bis 1918.
1906 wurde er Professor an der Tōyō-Universität (東洋大学, Tōyō daigaku), einer von Inoue Enryō (1858–1919), einem Schüler des deutschen Philosophen Raphael von Koeber aufgebauten Einrichtung mit starker philosophischer Ausrichtung. Im Juli 1914 erhielt er für seine kultur- und geisteswissenschaftlichen Forschungen den Titel eines Doktors der Literatur (bungaku hakushi), was an japanischen Universitäten jener Jahrzehnte nur in Ausnahmefällen geschah.
1922 gründete Fujikawa in Kamakura eine Mittelschule und übernahm deren Leitung. Bei dem  Großen Kantō-Erdbeben im folgenden Jahr erlitt er beträchtliche Verletzungen. 1925 übernahm er über seine bisherigen Aufgaben hinaus die Leitung des von Nakayama Taichi (1881–1956) gegründeten „Kulturforschungsinstituts“ (中山文化研究所, Nakayama bunka kenkyūjo), das eine bahnbrechende Rolle in der Frauen- und Kinderforschung spielte.
1927 wurde die seit 1892 von Fujikawa und einer Reihe von Mitstreitern aufgebaute „Förderungsgesellschaft für Medizin“ (奨進医会, Shōshin ikai) in „Japanische Gesellschaft für Medizingeschichte“ (日本医史学会, Nihon Ishi Gakkai) umbenannt.
Unter seinen zahlreichen Schriften zur Medizin, Pädagogik, Religion und Medizingeschichte gilt die 1904 erschienene „Geschichte der japanischen Medizin“ (日本医学史, Nihon igakushi) als Hauptwerk, für das er 1912 den Kaiserlichen Preis (日本医学史, Onshishō) der Japanischen Akademie der Wissenschaften erhielt.
Fujikawa starb 1940 im Alter von 75 Jahren und wurde nach der Einäscherung in Kamakura im Familiengrab auf dem Friedhof des  Chōraku-Tempels (長楽寺, Chōraku-ji, Hiroshima) beigesetzt. 9017 Bände aus seiner Bibliothek gingen als Stiftung an die Universität Kyōto, wo sie als Sondersammlung „Fujikawa Bunko“ gehütet werden. Weitere 3632 Bände bilden eine gleichnamige Sondersammlung der Kitasato Memorial Medical Library (Keiō-Universität). 171 pädagogische Titel findet sich heute in den Beständen der Pädagogischen Fakultät der Universität Tokio.
Fujikawas Sohn Hideo (1909–2003) machte sich als Professor der Germanistik an der Universität Tokio einen Namen.

## Werke (Auswahl)
- Tōkyō iji ichiran. 1890 (東京医事一覧, „Übersicht medizinischer Angelegenheiten Tokyos“)
- Seimeihoken shinsatsu isoku. 1895 (生命保険診査医則, „Medizinische Statuten für Lebensversicherungsuntersuchungen“)
- Kure Shūzō, Fujikawa Yū: Ishiryō. 1895 (医史料, „Historische Materialien zur Medizin“)
- Kure Shūzō, Fujikawa Yū: Nihon sanka sōsho. 1896 (呉秀三・富士川游『日本産科叢書』, „Buchreihe zur japanischen Geburtshilfe“)
- Kure Shūzō, Fujikawa Yū: Nihon iseki-kō. 1896 (呉秀三・富士川游『日本医籍考』, „Forschungen zu japanischen Medizinbüchern“)
- Nihon gekashi. 1897 (日本外科史, „Geschichte der japanischen Chirurgie“)
- Nihon ganka ryakushi. 1899 (日本眼科略史, „Kurze Geschichte der japanischen Augenheilkunde“)
- Über die Coincidenz von Tabes und Herzklappenfehlern. Inaugural-Dissertation der medizinischen Fakultät zu Jena, vorgelegt von Yu Fujikawa. Jena: B. Vopelius, 1900 (79 Seiten).
- Kōkoiu iji nenpyō. 1902 (皇国医事年表, „Chronologie der japanischen Medizin“)
- Denki ryōhō. 1904 (電気療法, „Elektrotherapie“)
- Nihon igakushi. 1904 (日本医学史, „Geschichte der japanischen Medizin“)
- Nihon ishi. 1906-9 (日本医史, „Japanische Medizingeschichte“)
- Aoyama Tanemichi, Fujikawa Yū: Igaku no hattatsu. 1907 (青山胤通・富士川游『医術の発達』, „Entwicklung der ärztlichen Kunst“)
- Chiryō shinten. 1907 (治療新典, „Neues Lexikon der Therapie“)
- Kakke no rekishi. 1910 (脚気病の歴史, „Geschichte der Beriberi“)
- Kyōiku byōrigaku.  (教育病理学, „Pädagogische Pathologie“)
- Yodono Kōjun, Fujikawa Yū: Ika ronrigaku. (淀野耀淳・富士川游『医科論理学』, „Logik der Medizin“)
- Nihon jippeishi. 1912 (日本疾病史, „Geschichte der Krankheit in Japan“)
- Nihon shōnikashi. 1912 (日本小児科史, „Geschichte der japanischen Pediatrie“)
- Naikashi. 1913 (内科史, „Geschichte der Internie“)
- Nihon naika zensho. 1913 (日本内科全書, „Gesamtes Schrifttum der japanischen Internie“)
- Kango ryōhō. 1913 (看護療法, „Pflegetherapie“)
- Kyōiku no eisei. 1916. (教育之衞生, „Erziehungshygiene“)
- Kongōshin. 1916 (金剛心, „Der Kern des Vajra“)
- Kure Shūzō, Fujikawa Yū (hrsg.): Tōdō zenshū. 1910 (呉秀三・富士川游『東洞全集』, „Gesammelte Werke von Yoshimasu Tōdō“)
- Seiyō minkanyaku.1921 (西洋民間薬, „Westliche Volksmittel“)
- Bukkyō no shinzui. 1923 (仏教の真髄, „Essenz des Buddhismus“)
- Ijō jidō. 1924 (異常児童, „Anormale Kinder“)
- Ijō jidō chōsa. 1927 (異常兒童調査, „Untersuchungen zu anormalen Kindern“)
- Ijō jidō seikaku kenkyū. 1930 (異常兒童性格研究, „Forschungen zum Charakter anormaler Kinder“)
- Jinsei-ron. 1930 (人性論, „Abhandlung zur menschlichen Natur“)
- Shisei no mondai. 1931 (生死の問題, „Probleme des Lebens und Sterbens“)
- Kagaku to shūkyō. 1931 (科学と宗教, „Wissenschaft und Religion“)
- Nihon kagaku no tokushitsu. 1935 (日本科学の特質, „Charakteristika der japanischen Wissenschaft“)
- Shina kagaku no tokushitsu. 1935 (支那科学の特質, „Charakteristika der chinesischen Wissenschaft“)
- Ishin. 1935 (医箴, „Maximen der Medizin“)
- Ijutsu to shūkyō. 1937 (医術と宗教, „Ärztliche Kunst und Religion“). Neuauflage Shoshi shinsui: Tōkyō, 2010.
- Nihon shinkyū-igakushi. 1939 (日本鍼灸医学史, „Geschichte der japanischen Akupunktur und Moxibustion“)
- Y. Fujikawa: Geschichte der Medizin in Japan: kurzgefasste Darstellung der Entwicklung der Japanischen Medizin mit besonderer Berücksichtigung der Einführung der europäischen Heilkunde in Japan. Herausgegeben vom Kaiserlich-Japanischen Unterrichtsministerium, Tokio, 1911. (Nachdruck unter dem Titel Der Arzt in der japanischen Kultur. Robugen: Esslingen, 1976)
- Y. Fujikawa: Japanese medicine. Translated from the German by John Ruhrah, M.D., with a chapter on the recent history of medicine in Japan, by Kageyas W. Amano. P.B. Hoeber: New York, 1934. (Nachdruck: AMS Press, New York, 1978)
- Fujikawa Yū chosaku-shū. Shibunkaku Shuppan: Kyōto, 1980–82 (『富士川游著作集』史文閣出版) (Gesammelte Schriften in 10 Bänden)